# Vereinigung Evangelischer Freikirchen
Die Vereinigung Evangelischer Freikirchen (VEF) ist ein Zusammenschluss deutscher Freikirchen und freikirchlicher Gemeinschaften mit den Zielen, gemeinsame Anliegen öffentlich besser zu vertreten, die Zusammenarbeit im theologischen und diakonisch-sozialen Bereich zu intensivieren sowie die Gemeinschaft der verschiedenen Freikirchen untereinander zu fördern. Der Verein mit Sitz Berlin besitzt den rechtlichen Status eines eingetragenen Vereins.

## Geschichte

### Anfänge
Die VEF konstituierte sich am 29. April 1926 in Leipzig. Gründungsmitglieder waren der Bund der Baptistengemeinden in Deutschland (heute Bund Evangelisch-Freikirchlicher Gemeinden in Deutschland), die Freien evangelischen Gemeinden, die Evangelische Gemeinschaft und die Bischöfliche Methodistenkirche. Schrittmacher dieser Gründung war der 1896 gegründete Freikirchliche Predigerbund von Berlin und Umgebung, aus dem bereits 1916 ein Hauptausschuss Evangelischer Freikirchen hervorgegangen war.
Hauptanliegen der Vereinigung war die Anwendung und Durchsetzung der durch die Weimarer Verfassung garantierten Rechte für Religionsgemeinschaften. Insbesondere ging es den in der Vereinigung zusammengeschlossenen Freikirchen um die Erlangung der Körperschaftsrechte und damit um die formalrechtliche Gleichstellung mit den Landeskirchen.
Von Anfang an suchte die VEF auch das Gespräch mit den Volkskirchen. Hier ging es vor allem um Streitfragen des kirchlichen Alltags. So war es in vielen Fällen freikirchlichen Pastoren verboten, auf landeskirchlichen Friedhöfen Trauerandachten und Beerdigungen durchzuführen. Da die meisten Friedhöfe der damaligen Zeit in landeskirchlicher bzw. römisch-katholischer Hand waren, war es vielfach unmöglich, freikirchliche Beerdigungen in würdigem Rahmen durchzuführen.

### Im Dritten Reich
Zwischen 1933 und 1934 stand die VEF vor der Frage, wie sie sich zu einer (zwangsweise verfügten) Eingliederung in eine deutsche evangelische Reichskirche stellen sollte. Es gab in den Reihen der Freikirchler durchaus Befürworter einer einheitlichen Reichskirche. Andere versuchten Kontakt zur Bekennenden Kirche aufzunehmen. Karl Barth stellte sich jedoch in einer persönlichen Stellungnahme gegen dieses Begehren.
1937 nahmen zwei Vertreter der deutschen VEF an der Ökumenischen Weltkonferenz in Oxford teil. Den landeskirchlichen Delegierten war die Ausreise zu dieser Konferenz durch die deutschen NS-Behörden per Passentzug verweigert worden. Die vom Bischof der Bischöflichen Methodistenkirche Friedrich Heinrich Otto Melle vor der Ökumene-Konferenz gehaltene Rede, in der er die nationalsozialistische Politik verteidigte, führte zu einem tiefen Zerwürfnis zwischen Landeskirchen und Freikirchen.

### Nachkriegszeit
Die entstandenen Spannungen konnten erst in den Jahren nach dem Krieg abgebaut werden. Eine erste Zusammenarbeit zwischen Landeskirchen und Freikirchen entwickelte sich auf Druck der ausländischen Kirchen und der von ihnen gestarteten Hilfsaktionen für das vom Krieg zerstörte Deutschland. Da erhebliche Teile der Geld- und Sachspenden von ausländischen Schwesterkirchen (u. a. Baptisten, Methodisten, Mennoniten, Quäker) der deutschen Freikirchen stammten, wurde bei den Landeskirchen darauf hingewirkt, auch die deutschen Freikirchen an der Verteilung der Hilfsgüter zu beteiligen. So kam es zur Gründung des gemeinsamen Hilfswerkes Evangelischer Kirchen. Der Name dieses Hilfswerks war ein Signal: Zum ersten Mal wurden damit die Freikirchen seitens der Landeskirchen als gleichberechtigte evangelische Kirchen bezeichnet. Weitere Zusammenschlüsse und Arbeitsgemeinschaften entwickelten sich in den Folgejahren: 1948 kam es zur Gründung der Arbeitsgemeinschaft Christlicher Kirchen (ACK), 1957 bildeten die Hilfswerke der EKD und der VEF die Diakonische Arbeitsgemeinschaft evangelischer Kirchen.

### Gegenwart
Aufgrund der politischen Entwicklungen im geteilten Deutschland trennte sich 1963 auch die Vereinigung Evangelischer Freikirchen in eine Vereinigung Ost und eine Vereinigung West. Kontakte durch jährliche Begegnungen blieben jedoch auch in der Zeit des Kalten Krieges bestehen. Nach der Wiedervereinigung Deutschlands kam es 1991 auch zu einem Zusammenschluss der getrennten Vereinigungen.
1990 entstand in Münster der Verein für Freikirchenforschung, der bis 2001 Verein zur Förderung der Erforschung der freikirchlichen Geschichte und Theologie hieß. Er gibt seit 1991 ein Jahrbuch mit dem Titel "FreikirchenForschung" heraus, in welchem überwiegend Vorträge, Aufsätze, Forschungsberichte und eine Jahresbibliographie erscheinen.
Seit 2000 ist die Vereinigung Evangelischer Freikirchen durch einen eigenen Beauftragten am Sitz der Bundesregierung in Berlin vertreten. In den Jahren 2000 bis 2006 wurde diese Beauftragung von dem Theologen und Verleger Dr. Dietmar Lütz ausgeübt. Als dessen Nachfolger wurde der Berliner Pastor (Baptistengemeinde Wedding) Peter Jörgensen berufen. Seit 2019 nimmt Konstantin von Abendroth, Pastor des Bundes Freier evangelischer Gemeinden, diese Aufgabe wahr. Auch bei der nordrhein-westfälischen Landesregierung in Düsseldorf ist ein Beauftragter der Vereinigung Evangelischer Freikirchen akkreditiert. Diese Funktion wird gegenwärtig vom adventistischen Pastor Stefan Adam wahrgenommen.
Die VEF hat ihren satzungsmäßigen Sitz in Frankfurt am Main.

## Die Freikirchen der VEF

### Mitglieder
- Anskar-Kirche in Hamburg
- Apostolische Gemeinschaft mit Sitz in Düsseldorf
- Arbeitsgemeinschaft Mennonitischer Gemeinden in Deutschland KdöR in Bad Rappenau
- Bund Evangelisch-Freikirchlicher Gemeinden in Deutschland (Baptisten- und Brüdergemeinden) KdöR in Wustermark-Elstal
- Bund Freier evangelischer Gemeinden in Deutschland KdöR in Witten
- Bund Freikirchlicher Pfingstgemeinden KdöR in Erzhausen
- Die Heilsarmee in Deutschland KdöR – Territoriales Hauptquartier in Köln
- Evangelisch-methodistische Kirche KdöR in Frankfurt am Main
- Foursquare Deutschland, Freikirchliches Evangelisches Gemeindewerk e. V. (fegw) in Hannover
- Freikirchlicher Bund der Gemeinde Gottes e. V. in Hamburg
- Gemeinde Gottes Deutschland KdöR in Urbach
- Kirche des Nazareners e. V. in Gelnhausen
- Mülheimer Verband Freikirchlich-Evangelischer Gemeinden GmbH in Bremen

### Gastmitglieder
- Europäisch-Festländische Provinz der Brüderunität KdöR in Herrnhut und Bad Boll
- Freikirche der Siebenten-Tags-Adventisten in Deutschland KdöR in Hannover und Ostfildern

### Übersicht
| Freikirchen der VEF                                                         | Mitglieder in Deutschland | Gemeinden in Deutschland | Mitglieder weltweit                              |
| --------------------------------------------------------------------------- | ------------------------- | ------------------------ | ------------------------------------------------ |
| Arbeitsgemeinschaft Mennonitischer Gemeinden                                | 5.000                     | 54                       | 1.300.000                                        |
| Bund Evangelisch-Freikirchlicher Gemeinden / Baptisten- und Brüdergemeinden | 75.767                    | 786                      | 45.479.082                                       |
| Bund Freier evangelischer Gemeinden                                         | 41.200                    | 400                      | 1.000.000                                        |
| Die Heilsarmee in Deutschland                                               | 1.400                     | 42                       | 3.000.000                                        |
| Evangelisch-methodistische Kirche                                           | 52.000                    | 568                      | 80.500.000                                       |
| Kirche des Nazareners                                                       | 1.100                     | 20                       | 2.300.000                                        |
| Mülheimer Verband Freikirchlich-Evangelischer Gemeinden                     | 4.500                     | 40                       | -                                                |
| Bund Freikirchlicher Pfingstgemeinden                                       | 53.500                    | 603                      | 250.000.000 (Zahlenangaben schwanken sehr stark) |
| Evangelische Brüder-Unität / Herrnhuter Brüdergemeine                       | 5.800                     | 17                       | 762.000                                          |
| Freikirchlicher Bund der Gemeinde Gottes                                    | 2.300                     | 29                       | 887.986                                          |
| Gemeinde Gottes                                                             | 3.600                     | 70                       | 10.000.000                                       |
| Freikirche der Siebenten-Tags-Adventisten                                   | 34.800                    | 576                      | 16.900.000                                       |
| Apostolische Gemeinschaft                                                   | 3.200                     | 43                       | -                                                |

## Organisation
An der Spitze der VEF steht ein fünfköpfiger Vorstand: Präsident(in), Vizepräsident(in), Schriftführer(in). Außerdem gehören zum Präsidium der VEF Vertreter der Mitglieds- und Gastkirchen. Für besondere Aufgaben werden Sonderbeauftragte berufen. Zurzeit sind das der Freikirchliche Referent in der Ökumenischen Centrale der ACK in Frankfurt am Main, der Beauftragte am Sitz der Bundesregierung in Berlin sowie der Pressesprecher der VEF. 2023 löste Marc Brenner, Präses der Gemeinde Gottes Deutschland den bisherigen Präsidenten Christoph Stiba in diesem Amt ab.
Der Sitz der Geschäftsstelle wechselt und entspricht jeweils dem Sitz des Präsidenten. Außerdem unterhält die VEF eine Kontaktstelle in Berlin.
Die VEF-Arbeit geschieht vor allem in Arbeitsgruppen.
- Arbeitsgruppe 1: Evangelisation und missionarischer Gemeindeaufbau
- Arbeitsgruppe 2: Presse und Verlage
- Arbeitsgruppe 3: Rundfunk und Fernsehen
- Arbeitsgruppe 4: Arbeit mit Kindern und Sonntagsschule
- Arbeitsgruppe 5: Jungschar und Pfadfinderarbeit
- Arbeitsgruppe 6: Jugend- und Teenagerarbeit
- Arbeitsgruppe 7: Datenschutz[7]
- Arbeitsgruppe 8: Ältere Generationen
- Arbeitsgruppe 9: Theologische Aus- und Weiterbildung
- Arbeitsgruppe 10: Theologischer Grundkurs
- Arbeitsgruppe 11: Evangelium und gesellschaftliche Verantwortung